# Papestra farkasii
Papestra farkasii är en fjärilsart som beskrevs av Herrich-Schäffer 1845. Papestra farkasii ingår i släktet Papestra och familjen nattflyn. Inga underarter finns listade i Catalogue of Life.